# Потоцкий, Вацлав

Герб Щренява — родовой герб В. Потоцкого

Вацлав Потоцкий (пол. Wacław Potocki; 1621, Воля Лужаньска — до 9 июля 1696, Лужна (ныне Малопольское воеводство Польши) — польский поэт, сатирик, моралист, создатель эпических произведений. Один из главных представителей польского барокко.

## Биография
Родился в шляхетской семье помещиков-ариан герба Щренява. Арианское образование получил, по-видимому, в Рациборско, после чего поселился в Лужна и вëл жизнь землевладельца. В 1638 году принимал участие в войне на Украине, сражался под Берестечко в 1651 году.
В начале «шведского потопа», как и большинство ариан и протестантов, был сторонником короля шведов Карла X Густава, планировал вместе с братом захватить Беч, однако вскоре перешёл на сторону Яна II Казимира. Выставил собственный отряд из нескольких десятков человек и в 1656—1657 годах дрался против шведов. В мае 1657 года — участник обороны г. Горлице от трансильванских войск князя Георгия II Ракоци.
В 1658 году — после объявления указа о депортации ариан — принял католическую веру.
В 1665—1666 годах поддержал восстание Себастьяна Любомирского. Потом — активный сторонник Михаила Корибута Вишневецкого и Яна III Собеского. Высказывался за проведение государственной реформы Речи Посполитой, в том числе за наследование польского трона.
В 1667—1676 годах Вацлав Потоцкий был бечским подстаростой и городским судьей. В 1678—1685 годах — подчаший краковский.
За поддержку своих прежних единоверцев дважды вызывался в суд и неоднократно подвергался нападениям фанатичной католической шляхты. Пережил смерть жены и троих детей, двое из которых полегли на войне, а дочь умерла преждевременно.
В старости опеку над поэтом несла внучка. Похоронен Вацлав Потоцкий в Бече. При жизни, кроме двух панегириков и вышедшего в год его смерти сборника эпиграмм "Перечень шляхетских гербов" (пол. Poczet herbów szlachty korony polskiey i wielkiego xięstwa Litewskiego), ничего из своего обширного творческого наследия не публиковал.

## Литературное творчество
Вацлав Потоцкий начал сочинять стихи около 1646 года. Он был типичным представителем польской поэзии того времени, писал романсы, эпиграммы и фрашки, не обделял вниманием и религиозную поэзию (Judyta ,Dialog o zmartwychwstaniu Pańskim). Вацлав Потоцкий был одним из самых плодотворных авторов барокко. Считается, что им создано (согласно с его собственными подсчетами) около 300 000 стихотворений.
Специалисты[кто?] считают В. Потоцкого самым оригинальным и, в то же время, одним из самых народных поэтов старой Польши.

## Избранные произведения
- Pieśni pokutne,
- Wirginia (1652),
- Lidia,
- Argenida (1660—1670),
- Transakcja wojny chocimskiej (1669—1672),
- Periody (1674),
- Merkuriusz Nowy (1673—1674),
- Historia równej odwagi, ale różnej fortuny dwu pięknych Tressy i Gazele…(1675),
- Abrys ostatniego żalu (1691),
- Syloret (1691),
- Nowy zaciąg pod chorągiew starą trymfującego Jezusa (1679),
- Moralia (1688—1695),
- Ogród fraszek

а также :
- философская лирика
  - В кругу Великих Поэтов ,
  - По тропам Королей ,
  - Итальянские Фрески,
  - Ромео и Джульетта ,
  - Орнамент шафрановых снов,
  - Оживший портрет Шекспира,
  - Скрипка Паганини ,
  - La belle dame sans merci,
  - Крылатые сандалии Персея,
  - Гамлет в Весеннем Саду,
  - Птица Небесных Полей,
  - Роза на партитуре Красоты,
  - В садах Лоренцо Великолепного,
  - Изумрудные Крылья,
  - Флейта Орфея,
  - Поэзия и Аполлон,
  - Свет Любви,
  - Голубая Роза,
  - Взгляд Мадонны,
  - Santa,
  - Всегда влюблен в прекрасные глаза…,
  - Когда часы пробьют двенадцать…,
  - О Любви, Красоте и Вечности,
  - Миниатюры,
  - На крыльях Любви…,
  - Сердце Данте,
  - Звезды и Музы,
  - Паруса моей Мечты,
  - Звезда, Поэт и Флейта,
  - Санта-Мария-Маджоре,
  - Великое Зеркало Мира,
  - Польские этюды,
  - По тропам иных миров…,
  - Песни Небосклона,
- любовная лирика
  - После бала в Варшаве…,
  - Неотправленные письма,
  - Сад нашей Любви,
  - Башни сапфира в сказочном сне,
  - Под небом волшебным Багдада,
- пейзажная лирика
  - Царевич на охоте…
- стихотворения в прозе
  - Под звуки органа… и др.